# 池内豊 (野球)
池内 豊（いけうち ゆたか、1952年4月7日 - ）は、香川県大川郡志度町（現・さぬき市）出身の元プロ野球選手（投手）・コーチ。

## 経歴

### プロ入り前
志度商高ではエースとして活躍したが、3年次の1970年には夏の甲子園香川大会準決勝で坂出商高に敗れるなど、春夏とも甲子園と無縁であった。
同年のドラフト4位で南海ホークスに入団。

### 南海時代
1971年10月にデビューを果たす。
1972年8月には初めての先発も経験した。
1973年以降は一軍のマウンドから遠ざかったため、他球団での活躍を望むようになった。
1975年に南海入りした大卒新人で池内と同学年の新井宏昌からは「（自分のような左打者にとって）球筋がとても見やすい（ので打ちやすい）」との指摘を受けていたという。

### 阪神時代
1976年春季キャンプ直前の1月に、江夏豊・望月充との交換トレードで、江本孟紀・島野育夫・長谷川勉と共に阪神タイガースへ移籍。移籍を機に中継ぎ要員として吉田義男監督に重用されると、一軍公式戦で南海時代の総登板数（7試合）を上回る21試合に登板。シーズンオフには控え捕手の片岡新之介のサポートを受けながら、投球フォームの改造に着手。サイドスローやアンダースローへの挑戦を経て、スリークォーターに転向した。改造後のフォームではリリースポイントを右打者の正面付近に固定させたため、右打者との対戦では、外角にスライダーが決まりやすくなった。
1977年から8年連続で一軍公式戦30試合登板を達成。
1978年には7月から先発陣の一角として起用され、現役時代唯一の完投勝利を含む自己最高の9勝を挙げた。
1979年には先発とクローザーを兼ねながら5勝13セーブをマーク。
1980年にクローザーへ専念すると、2年連続でチーム最多セーブを挙げた。
1982年には、当時のセ・リーグ公式戦歴代最多で日本プロ野球公式戦歴代5位タイのシーズン73試合登板を達成している。

### 大洋時代
1984年のシーズン終了後に長崎啓二との交換トレードで横浜大洋ホエールズへ移籍。
1985年は一軍公式戦23試合に登板したが、シーズン終了後に球団から戦力外通告を受けた。阪神が長崎の満塁本塁打などによって球団史上初の日本シリーズ制覇を果たした同年11月2日に、西宮第二球場で阪急ブレーブスの入団テストに参加。テストに立ち会った上田利治監督からは練習不足を指摘されたものの、「今日（採否を）決めて下さい」と上田へ懇願したことから入団が決まった。本人が後に述懐したところによれば、「阪神時代の1983年から自分のイメージ通りの投球が少しずつできなくなっていたので、環境を再び変えることで自分自身と勝負したかった。あと1年阪神にいたら日本一（日本シリーズ制覇）のメンバーになれていたかも知れないが、悔いなど感じたことはない。むしろ、阪神時代の対戦で（通算32打数8安打、2本塁打、7打点を記録されるなど）苦手にしていた（1982年セントラル・リーグ首位打者の）長崎さんと（交換トレードで）対等に評価されたことを誇りに思う」という。

### 阪急時代
1986年に一軍公式戦5試合に登板しただけで現役を引退した。

### 引退後
引退後は阪急→オリックス（1987年 - 1993年打撃投手兼スコアラー, 1994年 - 1999年二軍投手コーチ）、中日（2000年 - 2001年二軍投手コーチ, 2002年二軍育成コーチ, 2006年 - 2008年動作解析担当）、韓国KBO・起亜（2003年 - 2005年投手コーチ）、関西独立リーグ・神戸9クルーズ（2010年監督）、関西独立リーグ→BASEBALL FIRST LEAGUE・兵庫ブルーサンダーズ（2011年 - 2012年初代監督, 2013年 - 2017年投手コーチ兼二軍監督）で監督・コーチを務めた。
オリックスコーチ時代は平井正史などの成長、投手陣の土台づくりに大きく貢献。中日動作解析担当時代は二軍の投手と一流投手の投球フォームを撮影映像で比較しながら、高橋三千丈二軍投手コーチとの相談を通じて、二軍の投手に改善のポイントを助言する役割を担った。同年の交流戦でブレイクした佐藤充も打者に球種を見分けられにくい腕の振りを習得し、二軍時代の陳偉殷や吉見一起らの投球フォームをチェック。陳は150kmを超えるスピードボールが武器であったが、入団当初は力みすぎてコントロールが定まらなかったため、まずはテイクバックを小さくし、腕に無駄な力が入らないようアドバイス。さらには体重を前足にしっかり乗せ、リリースポイントをなるべく前にするよう伝えた。吉見は元々球持ちの良さに特徴がある一方で入団前の肘の故障の影響か、投げる角度が下がり、球威が伸び悩んでいた。「なんとかできないか」とコーチから相談を受け、リリースポイントの高い時と、低い時のピッチングを両方撮影し、吉見に説明。もちろん結論は、リリースポイントを上げるべきとなり、この点を意識した吉見は、徐々に球速が増し、力強い投球が出来るようになった。
中日退団後の2009年には門田博光が最高顧問を務めるホークスドリーム社に営業部長として勤務し、神戸監督時代にはリーグチャンピオンシップを2連勝で後期優勝の紀州を下し、同年の年間王者に輝いたが、神戸球団は1シーズンで解散。ホークスドリーム社に復帰し、兵庫監督時代は球団と提携している芦屋学園ベースボールクラブの監督も任されていた。
2019年から、奈良県大和郡山市を拠点に活動するクラブチーム「NARA DEERS」（奈良ディアーズ）初代監督に就任。
2022年開催予定のワールドマスターズゲームズ関西では、硬式野球競技の登録チームである「チームYUTAKA」（「NARA DEERS」を母体に2020年結成）の指揮を執ることが決まっている。

## プレイスタイル
特徴的な投球フォームで知られていた。

## 詳細情報

### 年度別投手成績
| 年 度      | 球 団      | 登 板 | 先 発 | 完 投 | 完 封 | 無 四 球 | 勝 利 | 敗 戦 | セ 丨 ブ | ホ 丨 ル ド | 勝 率 | 打 者 | 投 球 回 | 被 安 打 | 被 本 塁 打 | 与 四 球 | 敬 遠 | 与 死 球 | 奪 三 振 | 暴 投 | ボ 丨 ク | 失 点 | 自 責 点 | 防 御 率 | W H I P |
| ---------- | ---------- | ----- | ----- | ----- | ----- | -------- | ----- | ----- | -------- | ----------- | ----- | ----- | -------- | -------- | ----------- | -------- | ----- | -------- | -------- | ----- | -------- | ----- | -------- | -------- | ------- |
| 1971       | 南海       | 1     | 0     | 0     | 0     | 0        | 0     | 0     | --       | --          | ----  | 4     | 1.0      | 1        | 1           | 0        | 0     | 0        | 0        | 0     | 0        | 1     | 1        | 9.00     | 1.00    |
| 1972       | 南海       | 3     | 1     | 0     | 0     | 0        | 0     | 1     | --       | --          | .000  | 55    | 11.0     | 12       | 3           | 8        | 0     | 1        | 4        | 0     | 0        | 9     | 7        | 5.73     | 1.82    |
| 1973       | 南海       | 3     | 0     | 0     | 0     | 0        | 0     | 0     | --       | --          | ----  | 22    | 5.0      | 5        | 1           | 3        | 0     | 0        | 1        | 0     | 0        | 2     | 2        | 3.60     | 1.60    |
| 1976       | 阪神       | 21    | 1     | 0     | 0     | 0        | 1     | 1     | 0        | --          | .500  | 180   | 41.1     | 52       | 6           | 8        | 2     | 5        | 23       | 0     | 0        | 22    | 22       | 4.83     | 1.45    |
| 1977       | 阪神       | 36    | 0     | 0     | 0     | 0        | 2     | 1     | 0        | --          | .667  | 255   | 62.0     | 54       | 8           | 19       | 0     | 5        | 34       | 0     | 0        | 28    | 28       | 4.06     | 1.18    |
| 1978       | 阪神       | 42    | 14    | 1     | 0     | 0        | 9     | 6     | 0        | --          | .600  | 563   | 137.2    | 129      | 17          | 33       | 4     | 7        | 78       | 2     | 0        | 62    | 56       | 3.65     | 1.18    |
| 1979       | 阪神       | 54    | 9     | 0     | 0     | 0        | 5     | 5     | 13       | --          | .500  | 531   | 130.0    | 110      | 17          | 37       | 4     | 5        | 81       | 1     | 0        | 54    | 53       | 3.67     | 1.13    |
| 1980       | 阪神       | 56    | 0     | 0     | 0     | 0        | 4     | 4     | 8        | --          | .500  | 359   | 84.2     | 79       | 12          | 28       | 4     | 11       | 48       | 0     | 1        | 38    | 38       | 4.02     | 1.26    |
| 1981       | 阪神       | 38    | 0     | 0     | 0     | 0        | 2     | 2     | 1        | --          | .500  | 231   | 58.0     | 54       | 3           | 10       | 1     | 2        | 38       | 1     | 0        | 24    | 23       | 3.57     | 1.10    |
| 1982       | 阪神       | 73    | 0     | 0     | 0     | 0        | 4     | 5     | 4        | --          | .444  | 385   | 95.1     | 83       | 14          | 26       | 4     | 6        | 61       | 0     | 0        | 42    | 42       | 3.98     | 1.14    |
| 1983       | 阪神       | 64    | 0     | 0     | 0     | 0        | 2     | 3     | 3        | --          | .400  | 368   | 87.2     | 84       | 9           | 25       | 6     | 6        | 48       | 2     | 0        | 43    | 34       | 3.49     | 1.24    |
| 1984       | 阪神       | 33    | 0     | 0     | 0     | 0        | 2     | 2     | 0        | --          | .500  | 158   | 37.0     | 39       | 7           | 9        | 4     | 0        | 19       | 0     | 0        | 18    | 14       | 3.41     | 1.30    |
| 1985       | 大洋       | 23    | 0     | 0     | 0     | 0        | 0     | 1     | 0        | --          | .000  | 139   | 29.0     | 33       | 5           | 21       | 5     | 2        | 22       | 1     | 0        | 16    | 16       | 4.97     | 1.86    |
| 1986       | 阪急       | 5     | 0     | 0     | 0     | 0        | 0     | 0     | 1        | --          | ----  | 16    | 3.0      | 7        | 2           | 0        | 0     | 0        | 4        | 0     | 0        | 5     | 5        | 15.00    | 2.33    |
| 通算：14年 | 通算：14年 | 452   | 25    | 1     | 0     | 0        | 31    | 31    | 30       | --          | .500  | 3266  | 782.2    | 742      | 105         | 227      | 34    | 50       | 461      | 7     | 1        | 364   | 341      | 3.92     | 1.24    |

- 各年度の太字はリーグ最高

### 記録
- 初登板：1971年10月9日、対近鉄バファローズ25回戦（日本生命球場）
- 初先発：1972年8月27日、対近鉄バファローズ19回戦（伊勢市営球場）
- 初勝利：1976年5月18日、対広島東洋カープ4回戦（広島市民球場）

### 背番号
- 55（1971年 - 1975年）
- 33（1976年 - 1984年、2010年 - ）
- 13（1985年）
- 28（1986年）
- 85（1987年 - 1988年）
- 100（1989年 - 1992年）
- 83（1994年 - 1999年）
- 81（2000年 - 2002年）